# Красний Луч (Нижньогородська область)
Красний Луч (рос. Красный Луч) — селище в Варнавинському районі Нижньогородської області Російської Федерації.
Населення становить 221 особу. Входить до складу муніципального утворення Шудська сільрада.

## Історія
Від 2009 року входить до складу муніципального утворення Шудська сільрада.

## Населення
| 1999 | 2002 | 2010 |
| ---- | ---- | ---- |
| 355  | ↘328 | ↘221 |